# Paul W.S. Anderson
Paul William Scott Anderson, född 4 mars 1965 i Newcastle upon Tyne i England, är en brittisk filmregissör, producent och manusförfattare.

## Filmografi som regissör (i urval)
- 1994 – Shopping
- 1995 – Mortal Kombat
- 1997 – Event Horizon
- 1998 – Soldier
- 2000 – The Sight
- 2002 – Resident Evil
- 2004 – AVP: Alien vs. Predator
- 2008 – Death Race
- 2010 – Resident Evil: Afterlife
- 2011 – The Three Musketeers
- 2012 – Resident Evil: Retribution
- 2014 – Pompeii
- 2017 – Resident Evil: The Final Chapter